# Mambai
Le mambai (aussi appelé mambae ou manbae) est une langue austronésienne parlée au Timor oriental.

## Locuteurs
Le mambai était parlé par environ 131 000 mambais en 2010. 99% des locuteurs sont chrétiens et 2,33% sont évangéliques.

## Phonologie

### Consonnes
Tableau des consonnes du mambai :
|            |            | Labiales | Alvéolaires | Vélaires | Glottales |
| ---------- | ---------- | -------- | ----------- | -------- | --------- |
| Occlusives | sourdes    | [p̚]      | [t], [t̚]    | [k], [k̚] | [ʔ]       |
| Occlusives | voisées    | [b], [b̚] | [d], [d̚]    | [g]      |           |
| Occlusives | nasale     | [m]      | [n]         |          |           |
| Fricatives | Fricatives | [f]      | [s]         |          | [h]       |
| Roulées    | Roulées    |          | [r]         |          |           |
| Battues    | Battues    |          | [ɾ]         |          |           |
| Spirantes  | Spirantes  |          | [l]         |          |           |

### Voyelles
Tableau des voyelles du mambai :
|             | Antérieures | Postérieures |
| ----------- | ----------- | ------------ |
| Fermées     | [i]         | [u]          |
| Mi-fermées  | [e]         | [o]          |
| Mi-ouvertes | [ɛ]         | [ɔ]          |
| Ouvertes    | [a]         |              |